# Reusi repülőtér
Reus repülőtér (IATA: REU, ICAO: LERS) egy nemzetközi repülőtér Reus közelében (Spanyolország). A légikikötő 1935-ben nyílt meg. Éves utasforgalma 911 827 fő (2022). Üzemeltetője az AENA.

## Légitársaságok és úticélok
2025-ben a Reusi repülőtérről az alábbi járatok indulnak (Utoljára frissítve: 2025-08-16):
A következő légitársaságok üzemeltetnek rendszeres menetrend szerinti és charterjáratokat: Reus:
| Légitársaság        | Célállomások |
| ------------------- | --- |
| Air Nostrum         | Szezonális charter: Porto |
| easyJet             | Szezonális: Belfast–International, Glasgow, London–Luton, London–Southend, Manchester, Newcastle upon Tyne (kezdődik 2026 augusztus 1.)                                                            |
| Iberia              | Szezonális: Palma de Mallorca |
| Jet2.com            | Szezonális: Belfast–International, Birmingham, Bristol, East Midlands, Edinburgh, Glasgow, Leeds/Bradford, Liverpool, London–Luton, London–Stansted, Manchester, Newcastle upon Tyne               |
| Ryanair             | Szezonális: Birmingham, Charleroi, Cork,[forrás?] Dublin, East Midlands, Eindhoven, Leeds/Bradford, Liverpool, London–Stansted, Manchester, Shannon, Weeze                                         |
| Smartwings          | Szezonális charter: Prága[forrás?] |
| TUI Airways         | Szezonális: Aberdeen,[forrás?] Belfast–International,[forrás?] Birmingham, Bristol,[forrás?] Cardiff,[forrás?] Glasgow,[forrás?] London–Gatwick,[forrás?] Manchester,[forrás?] Newcastle upon Tyne |
| TUI fly Belgium     | Szezonális: Brüsszel |
| TUI fly Netherlands | Szezonális: Cork, Dublin, Shannon |
| Vueling             | Szezonális: Párizs–Orly |

## Forgalom
Az utasforgalom az elmúlt években az alábbi módon változott:
| Utasok száma | 846 731 | 1 382 257 | 1 306 785 | 1 706 615 | 1 362 683 | 850 492 | 817 765 | 1 037 576 | 39 460 | 911 827 |
|              | 2003    | 2005      | 2007      | 2009      | 2011      | 2014    | 2016    | 2018      | 2020   | 2022    |

## Kifutópályák
A repülőtér futópályái:
- 07/25 (2459 m, 8068 ft, 45 m, 148 ft, aszfalt)